# Sylvain Wiltord
Sylvain Wiltord (Neuilly-sur-Marne, 10 de maio de 1974) é um ex-futebolista francês que atuava como meia e atacante. Seu último clube foi o Nantes.

## Carreira

### O início
Iniciou sua carreira no Rennes, onde surgiu na temporada 1993/94 com oito gols em 26 jogos. Foi para o Deportivo La Coruña brevemente em 1996 a título de empréstimo por uma temporada antes de parar no FC Girondins de Bordeaux.
Ele não se saiu tão bem em seu primeiro ano no clube, mas na temporada seguinte (1998/1999) ajudou o Bordeaux a vencer o título da Ligue 1 anotando 22 gols, sagrando-se assim artilheiro da competição.

### Arsenal
Wiltord foi contratado em agosto de 2000 pelo Arsenal por £13 milhões, cifra recorde para um clube inglês, semanas depois de marcar um gol nos acréscimos do segundo tempo da final do Euro 2000. Ele jogou 175 vezes pelos Gunners, ocasionalmente ao lado de Thierry Henry na frente.
Seu grande momento no Arsenal foi marcar o gol da vitória por 0-1 que deu o título da Premier League 2001-02 contra os arquirrivais do Manchester United em pleno Old Trafford]]. Fez o "double" na temporada ao vencer naquela temporada também a FA Cup. Marcou um total de 49 gols pelo clube, e foi parte do Arsenal campeão invicto da temporada 2003-04, embora ele não tenha atuado muitas vezes perto do final da campanha e já estivesse perto do final da sua carreira Arsenal.

### Lyon
Quando expirou o seu contrato com o Arsenal, no Verão de 2004, Wiltord aproveitou a oportunidade para voltar para a França com Olympique Lyonnais. Na mudança para Lyon Wiltord encontrou mais sucesso, conquistando três títulos Ligue 1 e atingindo as quartas-de-final da Champions League, em sucessivas temporadas.

### Rennes
Wiltord acertou seu retorno ao Rennes em agosto de 2007 com um contrato de duração de 2 anos, com opção de se tornar técnico caso viesse a parar de jogar futebol.

### Marseille
Em 2008, após rescindir com o Rennes, assinou com o Olympique de Marseille. Com apenas 34 anos, Wiltord despediu-se do futebol jogando contra o Lorient, com Wiltord marcando 2 gols.

### O retorno no Metz
Em 2010 decidiu encerrar a carreira definitivamente por problemas físicos, mas voltou a jogar pelo Metz, onde marcou 3 gols.

### Nantes
No dia 18 de Julho de 2011 ele assina um contrato válido por um temporada com o Nantes. Em 2012, Wiltord pendurou definitivamente as chuteiras

### Seleção Francesa
Pela Seleção Francesa, Wiltord jogou 53 partidas, marcando 21 gols.
Wiltord participou da conquista do Euro 2000 e fez parte do elenco da Euro 2004 e da Euro 2008. Jogou 4 partidas na Copa do Mundo de 2006. Wiltord se aposentou da Seleção Francesa em 2008.

## Titulos
Seleção Francesa
- UEFA Euro: 2000
- Copa das Confederações: 2001, 2003

Bordeaux
- Ligue 1: 1998-99

Lyon
- Ligue 1: 2004-05, 2005-06, 2006-07
- Trophée des champions: 2005

Arsenal
- Premier League: 2001-02, 2003-04
- FA Cup: 2001-02, 2002-03
- FA Community Shield: 2002

### Prêmios individuais
- Jogador francês do ano: 1999

### Artilharias
- Ligue 1: 1998-99 (22 gols)
- Copa das Confederações: 2001 (2 gols)